# Batalla de Roosebeke
La batalla de Roosebeke (a veces llamada batalla de Westrozebeke) se libró el 27 de noviembre de 1382 en Goudberg donde se enfrentaron el ejército flamenco al mando de Philippe van Artevelde contra las huestes francesas al cargo de Luis II de Flandes quien reclamó ayuda al rey francés Carlos VI después de haber sufrido una derrota en la batalla de Beverhoutsveld. El ejército flamenco fue derrotado, Philip van Artevelde murió en la batalla y su cuerpo fue puesto en exhibición.

## Preludio
Felipe II había gobernado el consejo de regentes desde 1380 hasta 1388, y gobernó Francia durante los años de la infancia de Carlos VI, quien era sobrino de Felipe. Desplegó el ejército francés en Westrozebeke para suprimir una rebelión flamenca dirigida por Philippe van Artevelde, que tenía la intención de acabar con las fuerzas de Luis II de Flandes. Felipe II se casó con Margarita de Flandes, hija de Luis.